# Gustav Schwalbe

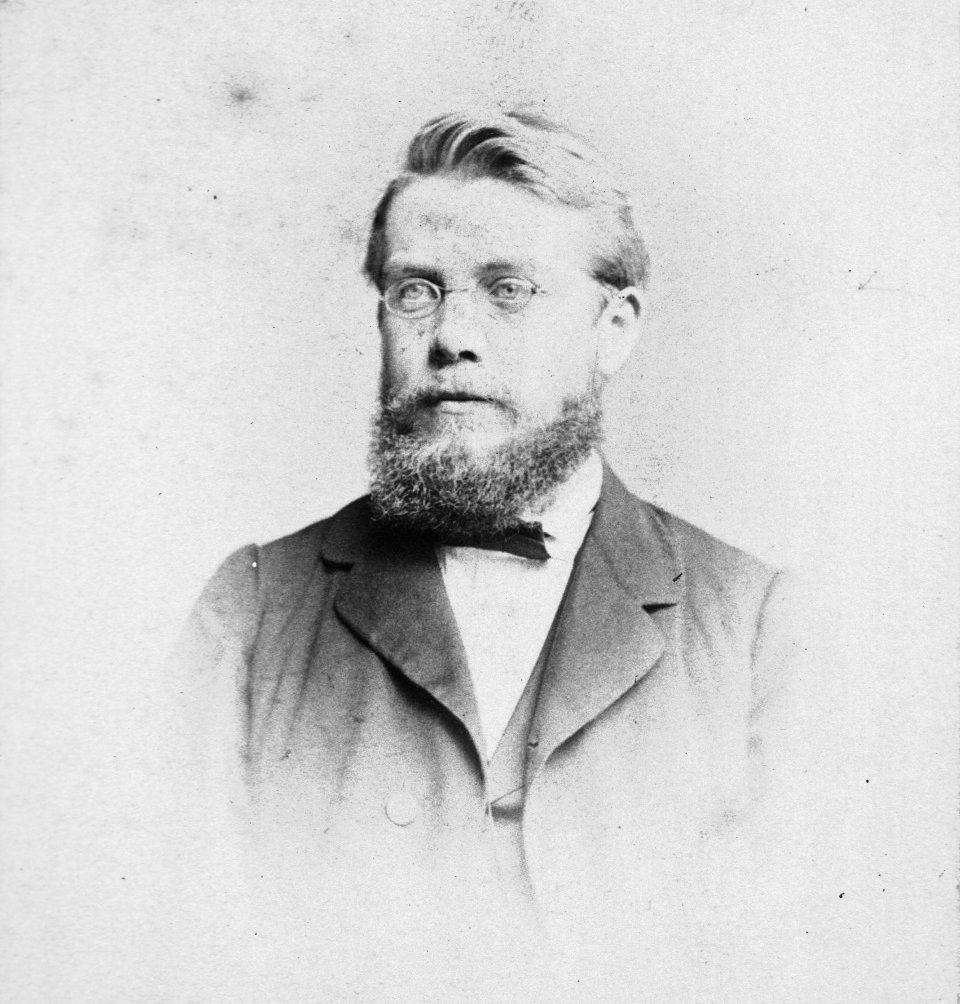
Gustav Schwalbe, um 1869

Gustav Albert Schwalbe (* 1. August 1844 in Quedlinburg; † 23. April 1916 in Straßburg) war ein deutscher Anatom und Anthropologe.

## Leben
Gustav Albert wurde als Sohn des Arztes Gustav Ferdinand Schwalbe (* 3. April 1808 in Quedlinburg; † 30. September 1846 ebenda) und dessen zweiter, am 11. April 1837 in Quedlinburg geheirateten Frau Marie Krieger (* 2. Februar 1812 in Malapane/Oberschlesien; † 2. Mai 1884 in Thale/Harz) geboren. Schwalbe lebte in seiner Kindheit in seiner Geburtsstadt an der Adresse Schmale Straße 393 und besuchte das Gymnasium in seiner Geburtsstadt. Von 1862 bis 1867 studierte er Medizin an der Friedrich-Wilhelms-Universität Berlin, der Universität Zürich und der Rheinischen Friedrich-Wilhelms-Universität Bonn. Er promovierte am 25. Mai 1866 in Berlin mit der Arbeit Observationes Nonnullae De Infusiorum Ciliatorum Structura zum Doktor der Medizin. Ab 1867 arbeitete er als approbierter Arzt und wurde 1868 Assistenzarzt am physiologischen Institut in Amsterdam, wo er unter Willy Kühne arbeitete. Nach seinem Militärdienst habilitierte er sich 1870 mit der Abhandlung De canali Petiti et de zonula ciliari als Privatdozent an der Friedrichs-Universität Halle. 1871 wurde er Prosektor an der Albert-Ludwigs-Universität Freiburg und im selben Jahr außerordentlicher Assistenzprofessor für Histologie an der Universität Leipzig. Es folgten Stationen in Halle (1870), Freiburg (1871) und Leipzig (1871–73).
1873 wurde Schwalbe ordentlicher Professor für Anatomie an der Universität Jena, 1881 an der Albertus-Universität Königsberg und von 1883 bis zur Emeritierung 1914 an der Kaiser-Wilhelms-Universität Straßburg. 1893/94 war er ihr Rektor.  Am 14. Januar 1879 (Matrikel-Nr. 2213) wurde er zum Mitglied der Leopoldina gewählt. Zudem war er Ehrenmitglied der Anthropologischen Gesellschaften in Rom, Brüssel und Wien.
Seine am 1. September 1873 geschlossene Ehe mit Klara Heine (* 8. Dezember 1853; † 8. Januar 1917), der Tochter des Professors der Mathematik an der Universität Halle-Wittenberg Heinrich Eduard Heine (* 15. März 1821 in Berlin; † 21. Oktober 1881 in Halle (Saale)) und dessen Frau Sophie Wolf, blieb kinderlos.

## Forschungsthemen
Schwalbe befasste sich mit sehr unterschiedlichen Themen aus den Gebieten der Anatomie und der Physiologie des Menschen. So entdeckte er beispielsweise zur gleichen Zeit wie der schwedische Mediziner Christian Lovén, aber unabhängig von diesem, die Geschmacksknospen. Er erforschte das Lymphsystem sowie das Zentralnervensystem und verfasste zwei einflussreiche Lehrbücher über Neurobiologie (1881) und über die Anatomie der Sinnesorgane (1887). Ab Ende der 1880er Jahre widmete er seine Forschungsinteressen zunehmend der Stammesgeschichte des Menschen; er arbeitete sich in die vergleichende Anatomie der Wirbeltiere – speziell der Primaten – ein und befasste sich mit den anatomischen Unterschieden der damals so genannten Menschenrassen. Um diesen Forschungsthemen eine Plattform zu geben, gründete er 1899 die Zeitschrift für Morphologie und Anthropologie. Zudem entwickelte er eine von ihm als „Formanalyse“ bezeichnete Methodik, um anhand objektiver Messkriterien verwandtschaftliche Bezüge zwischen unterschiedlichen Arten und Unterarten belegen zu können. Hierdurch gelang es im beispielsweise, ein im Jahr 1700 in Cannstatt entdecktes Schädeldach, das von dem französischen Anthropologen Armand de Quatrefages in den 1870er Jahren als Beleg für eine urzeitliche „Cannstadt-Rasse“ interpretiert worden war, als anatomisch modernen Menschen (Homo sapiens) aus dem Jungpaläolithikum zu identifizieren. Auch trat Gustav Schwalbe Rudolf Virchow entgegen, der den Neandertaler nicht als eigenständige Art anerkannte, und zeigte 1901 anhand seiner exakten Untersuchungsmethoden auf, dass man Neandertaler-Fossilien (die er als Homo primigenius bezeichnete) gesichert von heutigen Menschen unterscheiden kann. Weitergehend leitete er anhand seiner Methodik korrekt ab, dass die um 1900 bekannten Fossilien von Neandertalern und Java-Menschen eine ‚Brücke‘ bilden zwischen Menschenaffen und modernen Menschen.
Nach Schwalbe sind die Corpuscula Schwalbe, der Schwalbesche Raum, das Schwalbesche Gesetz der Nervenverzweigung im Muskel und der Schwalbesche Kern benannt. Vor allem arbeitete er auch auf dem Gebiet der Schädelmesskunde.

## Schriften (Auswahl)
- Lehrbuch der Neurologie. Eduard Besold, Erlangen 1881 (Archive).
- Ueber die Kaliberverhältnisse der Nervenfasern. F. C. W. Vogel, Leipzig 1882 (Archive).
- Lehrbuch der Anatomie der Sinnesorgane. Eduard Besold, Erlangen 1887 (Archive).
- Studien über Pithecanthropus erectus Dubois. In: Zeitschrift für Morphologie und Anthropologie. Band 1, Nr. 1, E. Schweizerbart’sche Verlagsbuchhandlung, Stuttgart 1899.
- Der Neanderthalschädel. In: Bonner Jahrbücher. Band 106, A. Marcus und E. Weber, Bonn 1901, S. 1–71, Tafel I (Archive).
- Die Vorgeschichte der Menschen. Friedrich Vieweg und Sohn, Braunschweig 1904 (Archive).
- Studien zur Vorgeschichte des Menschen. E. Schweizerbart’sche Verlagsbuchhandlung (E. Nägele), Stuttgart 1906 (Archive).